# 4419 Алланкук
4419 Алланкук (1932 HD, 1953 DH, 1985 CK, 4419 Allancook) — астероїд головного поясу, відкритий 24 квітня 1932 року.
Тіссеранів параметр щодо Юпітера — 3,200.